# العبودية في البرازيل

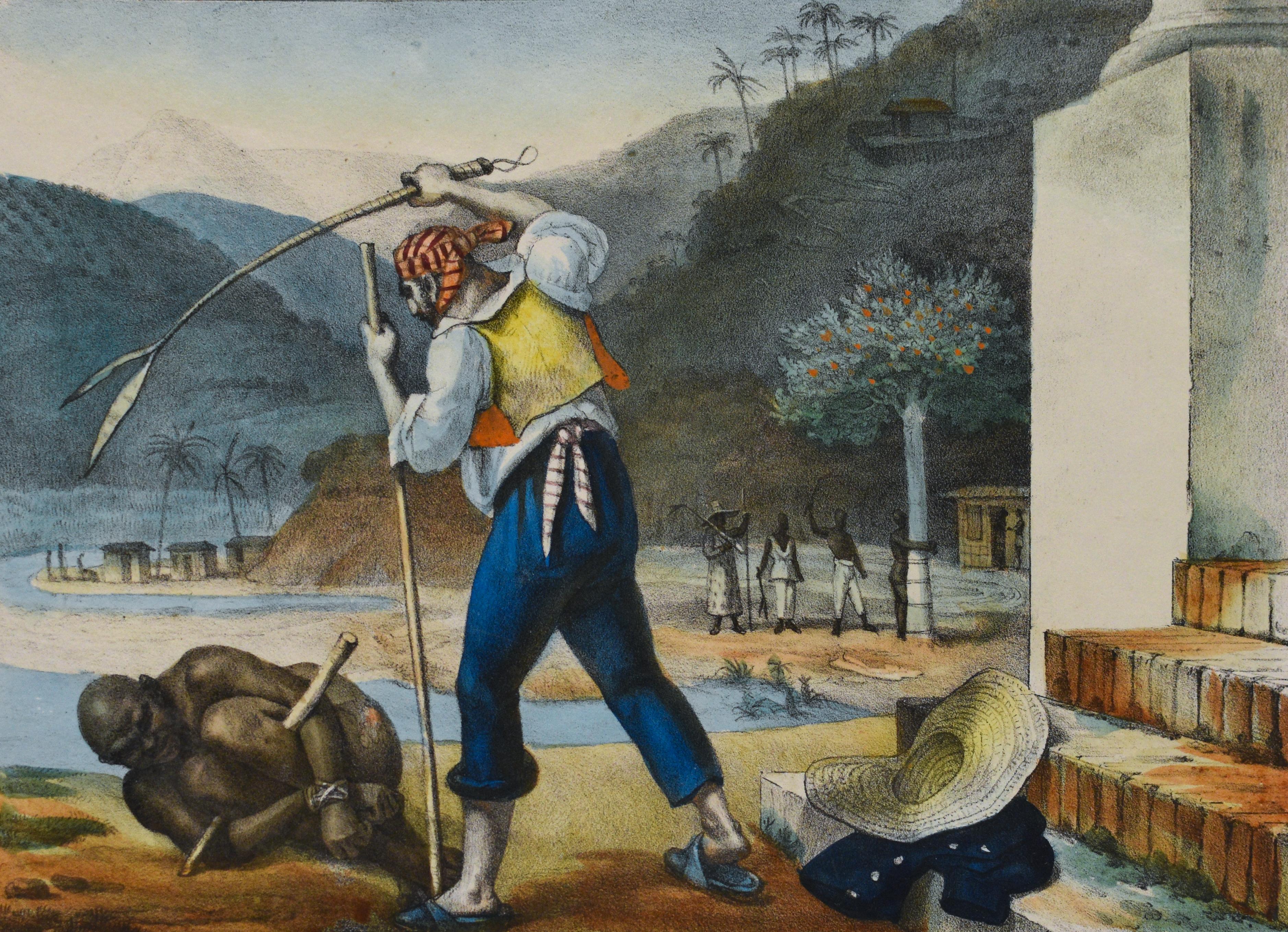
العبودية في البرازيل

بدأت العبودية في البرازيل قبل وقتاً طويل من إنشاء أول مُستعمرة برتغالية في عام 1516، إذ كان أعضاء القبيلة الواحدة يستعبدون الأعضاء المأسورين من القبائل الأخرى. لاحقًا، كانت المُستعمرات تعتمد بشدة على عمالة السكان الأصليين خلال المراحل الأولى لإنشاء المستعمرات وللحفاظ على ديمومة الاقتصاد، وكان السكان الأصليون يُؤسَرون غالبًا من خلال حملات تسمى بانديرانتس (أو «الأعلام»، جاءت تسميتها من علم البرتغال الذي حملوه للمطالبة الرمزية بأراضٍ جديدة للبلاد). بدأ استيراد العبيد الأفارقة في منتصف القرن السادس عشر، لكن استعباد الشعوب الأصلية استمر حتى القرنين السابع عشر والثامن عشر.
خلال عصر تجارة الرقيق في المحيط الأطلسي، استقبلت البرازيل عبيدًا أفارقة أكثر من أي بلد آخر. أُحضر بشكل تقريبي 6.9 مليون عبد من أفريقيا إلى البرازيل خلال الفترة الواقعة بين عامي 1501 و1866. حتى بدايات خمسينيات القرن التاسع عشر، وأُجبر مُعظم العبيد الأفارقة على المغادرة من الموانئ الأفريقية وسط غرب أفريقيا، خاصة في لواندا (تُسمى حاليًا أنغولا)، حيث وصلوا إلى شواطئ البرازيل.
كانت عمالة الرقيق هي القوة التي توجه نمو اقتصاد السكر في البرازيل، وكان السكر المادة الأساسية المُصدّرة للمستعمرة من عام 1600 حتى عام 1650. أُكتُشِفت مخازن الألماس والذهب في البرازيل في عام 1690، ما أدى إلى زيادة استيراد العبيد الأفارقة من أجل دعم تشغيل التعدين الجديد والمرُبح في ذلك الوقت. طوّرت أنظمة النقل البنية التحتية للتعدين، وازدهر عدد السكان بسبب المهاجرين الذين يسعون للمشاركة في تعدين الذهب والألماس.
لم يتراجع الطلب على العبيد الأفارقة بعد تراجع صناعة التعدين في النصف الثاني من القرن الثامن. انتشرت تربية المواشي وإنتاج المواد الغذائية بعد النمو السكاني، إذ اعتمد كلاهما على عمالة العبيد. استُورد 1.7 مليون عَبد إلى البرازيل من أفريقيا منذ عام 1700 حتى عام 1800، وأدى ارتفاع البُن في ثلاثينيات القرن التاسع عشر إلى زيادة انتشار تجارة العبيد.
كانت البرازيل آخر بلد في العالم الغربي يلغي العُبودية. بحلول الوقت الذي أُلغيت فيه بعد سنوات من الحملات التي قام بها الإمبراطور بيدرو الثاني في عام 1888، استورد ما يقدر بأربعة ملايين عبد من أفريقيا إلى البرازيل، أي 40% من إجمالي عدد العبيد الذين أُحضروا إلى الأمريكتين.

## نبذة تاريخية

### الأصول
في البداية انخرط البرتغاليون بتجارة الرقيق الأفريقي خلال «حروب الاسترداد» (أو «سقوط الأندلس» حسب المصادر الإسلامية) في شبه الجزيرة الإيبيرية بشكل رئيسي من خلال وسِاطة الفكّاك: وهو الشخص الذي كانت مُهمته إنقاذ الأسرى البُرتغاليين والعبيد وسُجناء الحرب، ثم لاحقًا في عام 1441، قبل فترة طويلة من استعمار البرازيل، لكنهم يُعتبرون الآن تُجار رقيق. جاء العبيد الذين صُدّروا من أفريقيا خلال الفترة الأولى لتجارة الرقيق البرتغالية من موريتانيا، ثم لاحقًا من ساحل غينيا العُليا. يقدر الباحثون أنه جرى تصدير 156 ألف عبد منذ عام 1441 حتى عام 1521 إلى شبه الجزيرة الإيبيرية وجزر المحيط الأطلسي من الساحل الأفريقي. تحولت التجارة من أوروبا إلى الأمريكتين ليصبحا وجهة رئيسية للعبيد في عام 1518 تقريبًا. قبل هذا الوقت، كان مطلوبًا من العبيد أن يمروا عبر البرتغال كي يدفعوا ضرائب ثم يكملوا طريقهم إلى الأمريكتان.

### بدايات العبودية في البرازيل البُرتغالية

#### استعباد السُكان الأصليين
سافر البرتغاليون في البداية إلى البرازيل في عام 1500 نتيجة حملة بيدرو ألفاريس كابرال، على الرغم من أنه لم يتم تأسيس المستعمرة البرتغالية الأولى حتى عام 1516. قبل مجيء الأوروبيين إلى البرازيل بوقت طويل وبدء استعمارها، استعبدت مجموعات من السكان الأصليين، مثل الباباناس وغوياناس وتومباناس وكاديوس، العناصرَ المأسورين من قبل القبائل الأخرى. عاش الأسرى في مجتمعاتهم الجديدة وعملوا فيها على أنهم غنائم تدل على براعة القبيلة الحربية. تمكّن بعض المُستعبدين من الهرب في نهاية المطاف، لكن من غير الممكن أن يستعيدوا مكانتهم السابقة في قبيلتهم بسبب وصمة العار الاجتماعية القوية تجاه العبودية والقبائل المنافسة. خلال فترة وجودهم في القبيلة الجديدة، قد يتزوج السكان الأصليون المستعبدون كدليل على القبول والعبودية. بالنسبة للمستعبدين من قبل قبائل وحشية، قد يجري الإعدام لأغراض الافتراس «احتفالات آكلي لحوم البشر» في أي لحظة. على الرغم من أن أفراد القبائل الأخرى لا يستهلكون لحوم البشر، فقد كانوا يسخّرون مستعبديهم للعمل أو يسجنونهم ويستخدمونهم رهائن، ويقتلونهم بلا رحمة. بعد وصول البرتغاليين إلى البرازيل، بدأ الأمريكيون الأصليون بالتجارة بسجنائهم -بدلًا من استخدامهم عبيدًا أو طعامًا- مقابل السلع. لكن كان من الممكن أن يحصل استعباد الأوروبيين بعد أن يتحرروا، مثلما حصل مع هانس ستادن الذي ألّف كتابًا بعد أن أُطلق صراحه يتحدث فيه عن عادات السكان الأصليين الأمريكيين.
أكدت الجهود الاستعمارية أنها كانت مهمة صعبة في قارة شاسعة كهذه، إذ سرعان ما تحولت عمالة السكان الأصليين العبيد لدعم احتياجات القوى العاملة الزراعية. كانت شبكات الحملات العدوانية لليسوعيين البرتغاليين هي القوة المسؤولة عن هذا التجنيد، ونجحوا في حشد قوى عاملة من السكان الأصليين لتعيش في القرى المستعمرة وتعمل في الأرض. كانت هذه الحملات الاستعبادية للسكان الأصليين معروفة باسم بانديراس.
كانت هذه الحملات مؤلفة من البانديرانتيس، وهم مغامرون تسللوا باطّراد نحو الغرب في بحثهم عن العبيد الهنود. جاء هؤلاء المغامرون من خلفيات متنوعة، بمن فيهم مالكي المزارع والتجار وعناصر الجيش، بالإضافة إلى أشخاص من أصول مختلطة وعبيد هنود مأسورين سابقًا. في عام 1629، قاد أنطونيو رابوسو تافاريس حملة بانديرا المؤلفة من 2000 شخص من الحلفاء والهنود و900 من المملوكين والميستيثو و69 من البيض، من أجل إيجاد المعادن والأحجار الثمينة وأسر الهنود بغرض استعبادهم. كانت هذه الحملات وحدها مسؤولة عن استعباد أكثر من 60 ألف من السكان الأصليين.

#### الاستعباد من مجموعات متنوعة
أصبحت العبودية الأفريقية شائعة أكثر في البرازيل خلال منتصف القرن السادس عشر، مع ذلك استمر استعباد السكان الأصليين حتى القرن السابع عشر وأيضًا القرن الثامن عشر في الأراضي الخلفية من البرازيل. أول 250 عام بعد استعمار الأرض، كان 70% تقريبًا من المهاجرين إلى المستعمرة مستعبدين. بقي العبيد من السكان الأصليين خلال هذا الوقت أرخص بكثير من نظرائهم الأفارقة، إذ إنهم عانوا من معدلات وفيات مروعة بسبب الأمراض الأوروبية. على الرغم من أن العبد الأفريقي المتوسط كان يعيش حتى عمر 23 عامًا بسبب ظروف العمل السيئة، بقي هذا العمر أكبر بأربع سنوات من العبيد من السكان الأصليين، ما شكل عاملًا كبيرًا في ارتفاع أسعار العبيد الأفارقة. على الرغم من أن أسعار العبيد من السكان الأصليين كانت أرخص، لم يكن هناك اهتمام بالحفاظ على أسر العبيد. ذلك لأن الأشخاص المستعبدين كانوا متوفرين دائمًا، سواء كان من خلال عمليات الغزو أو من خلال شرائهم من السوق، ولم يلعب الحافز الاقتصادي أي دور في الحفاظ على الأسر أبدًا.
لم تكن العبودية مقتصرة على الهنود الأصليين أو السود. لم يكن التمييز بين سجناء الحرب والعبيد واضحًا، لكن استعباد الأوروبيين كان يحدث ولو كان على نطاق أقل. ذكرت تقارير أن الهولنديين باعوا البرتغاليين المأسورين في البرازيل على أنهم عبيد، وأنهم استخدموا العبيد الأفارقة في البرازيل الهولندية، وهناك أيضًا تقارير عن المستعبدين البرازيليين من قبل القراصنة البربريين أثناء عبورهم المحيط.
في القرون اللاحقة، أصبح العديد من العبيد المحررين وأحفاد العبيد مالكين للعبيد. يقدر إدواردو فرانسا بايفا أن نحو ثلث مالكي العبيد كانوا إما عبيدًا محررين أو أحفادًا لعبيد.

### التغيرات الاقتصادية في القرن السابع عشر

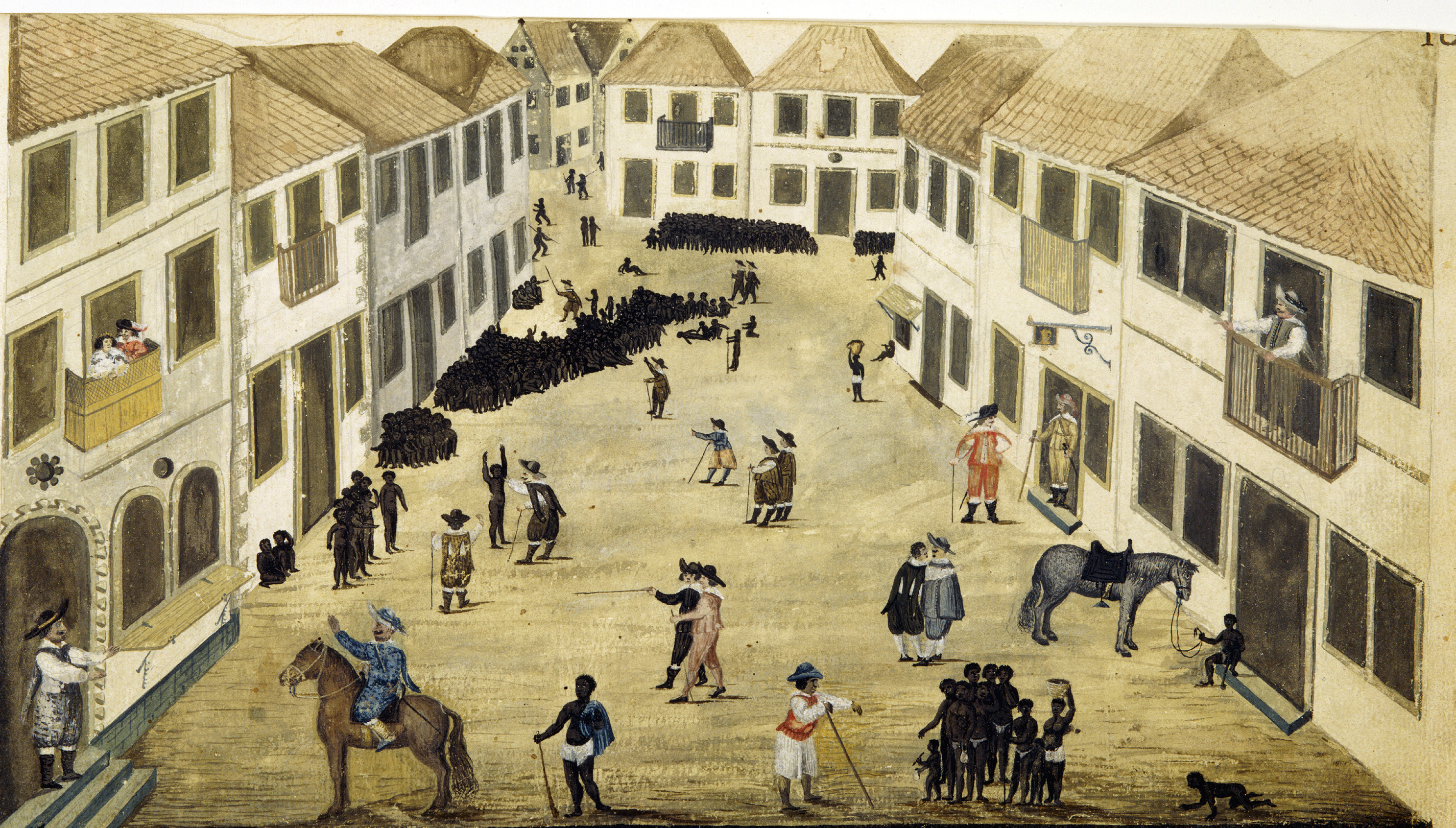
كانت ريسيفي أول ميناء للرقيق في الأمريكتين.

كانت البرازيل أكبر مصدر للسكر في العالم خلال القرن السابع عشر. من عام 1600 إلى عام 1650، كان السكر يمثل 95 في المائة من صادرات البرازيل، وتم الاعتماد على عمل العبيد بشكل كبير لتوفير القوة العاملة للحفاظ على عائدات التصدير هذه. تشير التقديرات إلى أن 560.000 عبد من إفريقيا الوسطى وصلوا إلى البرازيل خلال القرن السابع عشر بالإضافة إلى عمل العبيد الأصليين الذي قدمه البانديراس.
تغير ظهور العبودية في البرازيل بشكل كبير مع اكتشاف رواسب الذهب والماس في جبال ميناس جيرايس في تسعينيات القرن السادس عشر بدأ استيراد العبيد من وسط إفريقيا وساحل مينا إلى معسكرات التعدين بأعداد هائلة. على مدى القرن التالي، ازدهر عدد السكان بسبب الهجرة وازدهرت ريو دي جانيرو كمركز تصدير عالمي. كما أدت العبودية الحضرية في مراكز المدن الجديدة مثل ريو وريسيفي وسلفادور إلى زيادة الطلب على العبيد. تم تطوير أنظمة النقل لنقل الثروة، وتوسعت تربية الماشية وإنتاج المواد الغذائية بعد تدهور صناعات التعدين في النصف الثاني من القرن الثامن عشر. بين عامي 1700 و 1800، تم جلب 1.7 مليون عبد إلى البرازيل من إفريقيا لجعل هذا النمو الكاسح ممكنًا.
العبيد الذين تم تحريرهم عادوا إلى إفريقيا، لكن الأجوداس، استمر اعتبارهم عبيدًا من قبل السكان الأصليين الأفارقة. نظرًا لأنهم تركوا إفريقيا كعبيد، فعندما عادوا كأحرار، لم يتم قبولهم في المجتمع المحلي الذي اعتبرهم عبيدًا.

#### المقاومة

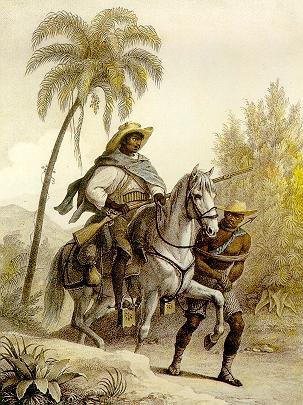
صائد العبيد أفرو- برازيلي يبحث عن العبيد الهاربين ج. 1823

كان هناك عدد قليل نسبيًا من الثورات الكبيرة في البرازيل خلال معظم القرنين السادس عشر والسابع عشر والثامن عشر، لأن المناطق الداخلية الواسعة من البلاد كانت مثبطة للعبيد للفرار أو التمرد. في السنوات التي أعقبت الثورة الهايتية، انتشرت مُثُل الحرية والحرية حتى في البرازيل. في ريو دي جانيرو عام 1805، «ارتدى جنود من أصل أفريقي صور ميدالية للإمبراطور ديسالين». كان جان جاك ديسالين أحد القادة الأفارقة للثورة الهايتية التي ألهمت السود في جميع أنحاء العالم للنضال من أجل حقوقهم كبشر في العيش والموت أحرارًا. بعد هزيمة الفرنسيين في هايتي، استمر الطلب على السكر في الزيادة وبدون الإنتاج المستمر للسكر في هايتي، تحول العالم إلى البرازيل حيث استمر استيراد أكبر مصدر للعبيد الأفارقة وتركزوا في المنطقة الشمالية الشرقية من باهيا، وهي منطقة سيئة السمعة لمزارع السكر القاسية، وإن كانت غزيرة الإنتاج. كان العبيد الأفارقة الذين تم إحضارهم مؤخرًا إلى البرازيل أقل عرضة لقبول حالتهم وتمكنوا في النهاية من إنشاء تحالفات بهدف الإطاحة بأسيادهم. من عام 1807 إلى عام 1835، حرضت هذه الجماعات على العديد من تمردات العبيد في باهيا بعنف وإرهاب لم يكن معروفًا من قبل.
في إحدى الحالات البارزة، أرسل المستعبدون الذين ثاروا وهربوا من إنجينهو سانتانا في باهيا مالك مزرعتهم السابق واقتراح سلام يحدد الشروط التي بموجبها سيعودون إلى الاسترقاق. أراد العبيد السلام وليس الحرب، وطالبوا بظروف عمل أفضل وسيطرة أكبر على وقتهم كشرط للعودة.
بشكل عام، كانت ثورات العبيد الدراماتيكية واسعة النطاق غير شائعة نسبيًا في البرازيل. دارت معظم المقاومة حول التباطؤ المتعمد في العمل أو التخريب. في الحالات القصوى، اتخذت المقاومة أيضًا شكل التدمير الذاتي عن طريق الانتحار أو وأد الأطفال. كان الهروب هو الشكل الأكثر شيوعًا لمقاومة العبيد.

#### انتفاضة المسلمين عام 1835
حدثت أكبر وأهم انتفاضات العبيد البرازيلية في عام 1835 في سلفادور، وتسمى انتفاضة المسلمين عام 1835. وقد خططت لها مجموعة عرقية مسلمة من أصل أفريقي من العبيد، وكانت الماليز ثورة من شأنها تحرير جميع العبيد في باهيا. أثناء تنظيمها من قبل مالي، تم تمثيل جميع المجموعات العرقية الأفريقية من المشاركين المسلمين وغير المسلمين. ومع ذلك، كان العبيد المولودين في البرازيل غائبين بشكل واضح عن التمرد. قُبض على ما يقدر بنحو 300 متمرد، من بينهم ما يقرب من 250 من العبيد الأفارقة والمحررين. العبيد المولدون في البرازيل والعبيد السابقون يمثلون 40 ٪ من سكان باهيا، ولكن تم القبض على ما مجموعه اثنين من مولاتو وثلاثة من السود البرازيليين المولد خلال الثورة. علاوة على ذلك، تم قمع الانتفاضة بكفاءة من قبل قوات مولاتو في اليوم التالي لتحريضها.
سهلت البيئة الحضرية في سلفادور (عاصمة ولاية باهيا) على انتشار الإسلام بسبب نقل العديد من المستعبدين المسلمين من أفريقيا، وتحرر بعضهم في العالم الجديد في وقت لاحق، وكان كثير من هؤلاء يقرؤون ويكتبون ويتواصلون باللغة العربية، وحافظ كثيرون على شعائر الصلاة والعبادات الإسلامية في مساجد خاصة، وصاموا رمضان وامتنعوا عن أكل الخنزير، واحتفلوا بمناسبات مثل ذكرى الإسراء والمعراج.
حقيقة أن الأفارقة لم ينضموا إلى ثورة 1835 من قبل مولاتو كانت بعيدة كل البعد عن كونها غير عادية. في الواقع، لم يشارك أي من السود البرازيليين في الثورات العشرين السابقة في باهيا خلال تلك الفترة الزمنية. لعب الأساتذة دورًا كبيرًا في خلق علاقات متوترة بين الأفارقة والبرازيليين الأفرو-برازيليين، لأنهم فضلوا عمومًا مولاتو والعبيد البرازيليين الأصليين، الذين شهدوا معدلات عتق أفضل. كان السادة على دراية بأهمية التوتر بين المجموعات للحفاظ على الوضع القمعي الراهن، كما ذكر لويس دوس سانتوس فيلهيما، حوالي عام 1798، «... ولولا التنافس بين الأول والثاني، لكانت كل السلطة السياسية والنظام الاجتماعي قد انهارت قبل ثورة عبودية» كانت الطبقة الرئيسية قادرة على وضع قوات مولاتو لاستخدام العبيد المسيطرين مع القليل من رد الفعل العنيف، وبالتالي، كان السكان السود والمولاتو المحررين يُعتَبَرون عدوًا للعبيد مثل السكان البيض.

لم يكن جهد التمرد الموحد ضد نظام العبودية القمعي منعت في باهيا بسبب التوترات بين الأفارقة والأحفاد الأفارقة المولودين في البرازيل، ولكن التوترات العرقية داخل السكان الرقيق المولودين في أفريقيا حالت دون تشكيل هوية العبيد المشتركة.

#### كويلومبو
وأشهر هذه المجتمعات كانت كويلومبو دوس بالماريس. هنا، توافد العبيد الهاربون، والهاربون من الجيش، والمولاتو، والأمريكيون الأصليون للمشاركة في هذا المجتمع البديل. عكس كويلومبوس إرادة الشعب وسرعان ما عكست الهيئات الحاكمة والاجتماعية في بالماريس النماذج السياسية لوسط إفريقيا. من 1605 إلى 1694 نمت بالماريس وجذبت الآلاف من جميع أنحاء البرازيل. على الرغم من هزيمة بالماريس في النهاية وتشتت سكانها بين البلاد، سمحت الفترة التكوينية باستمرار التقاليد الأفريقية وساعدت في خلق ثقافة أفريقية متميزة في البرازيل.
أكدت المنح الدراسية الحديثة وجود كويلومبو كشكل مهم من أشكال الاحتجاج ضد مجتمع العبيد. كلمة «كويلومبو» نفسها تعني «معسكر الحرب» وكانت عبارة مرتبطة بالمجتمعات العسكرية الأفريقية الفعالة في أنغولا. قاد هذا أصل الكلمة الباحث ستيوارت شوارتز إلى وضع نظرية مفادها أن استخدام هذه الكلمة بين العبيد الهاربين في بالماريس كان واضحًا لرغبة متعمدة بين العبيد في تكوين مجتمع يتمتع بقوة عسكرية فعالة.
شكل العبيد الهاربون مجتمعات مارونية لعبت دورًا مهمًا في تاريخ بلدان أخرى مثل سورينام وبورتوريكو وكوبا وجامايكا. في البرازيل كانت المستوطنات المارون تسمى كويلومبوس.
كانت كويلومبوس تقع عادة بالقرب من المراكز السكانية الاستعمارية أو المدن. بصرف النظر عن القوات الهندية المعادية التي منعت العبيد السابقين من التوغل بشكل أعمق في الداخل البرازيلي، فإن السبب الرئيسي لهذا القرب هو أن كويلومبوس لم يكن عادة مكتفيًا ذاتيًا اقتصاديًا؛ الاعتماد على المداهمات والسرقة والابتزاز لتغطية نفقاتهم. بهذه الطريقة شكلت كويلومبوس تهديدًا حقيقيًا للنظام الاجتماعي الاستعماري.
وهكذا رأى المسؤولون الاستعماريون سكان كويلومبو كمجرمين ويجب إبادتها. كانت المداهمات على كويلومبوس وحشية ومتكررة، وفي بعض الحالات كانت توظف الأمريكيين الأصليين كصيادين للعبيد. كما شن بانديرانتس غارات على مجتمعات العبيد الهاربين. وفي نهاية المطاف، دمرت السلطات الاستعمارية معظم جماعات العبيد الهاربين.

#### الخطوات المتخذة نحو الحرية

القانون الذهبي مخطوطة موقعة لإلغاء الرق في البرازيل "اعتبارًا من تاريخ هذه الوثيقة"

استقلت البرازيل عن البرتغال في عام 1822. ومع ذلك، حدث الانهيار الكامل للحكومة الاستعمارية من 1821-1824. يُنسب إلى جوزيه بونيفاسيو دي أندرادا «والد استقلال البرازيل». حوالي عام 1822، تم نشر التمثيل في الجمعية التأسيسية للدفاع عن إنهاء تجارة الرقيق والتحرير التدريجي للعبيد الموجودين.
أدت 1877-78 غراندي سيكا البرازيلية (الجفاف الكبير) في الشمال الشرقي الذي يزرع القطن إلى اضطرابات كبيرة ومجاعة وفقر وهجرة داخلية. مع اندفاع أصحاب المزارع الأثرياء لبيع عبيدهم في الجنوب، نمت المقاومة الشعبية والاستياء، مما ألهم العديد من مجتمعات التحرر، ونجحوا في حظر العبودية تمامًا في مقاطعة سيارا بحلول عام 1884.

#### نهاية العبودية
في عام 1872، كان عدد سكان البرازيل 10 ملايين، و 15٪ كانوا عبيدًا. نتيجة لانتشار الإعتاق (أسهل في البرازيل منه في أمريكا الشمالية)، بحلول هذا الوقت كان ما يقرب من ثلاثة أرباع السود والمولاتو في البرازيل أحرارًا. لم تنته العبودية قانونًا في جميع أنحاء البلاد حتى عام 1888، عندما أصدرت إيزابيل، الأميرة الإمبراطورية البرازيلية، القانون الذهبي (Lei Áurea). لكنها كانت في حالة تدهور بالفعل بحلول هذا الوقت (منذ ثمانينيات القرن التاسع عشر، بدأت البلاد في جذب العمالة الأوروبية المهاجرة بدلاً من ذلك). كانت البرازيل آخر دولة في العالم الغربي تلغي العبودية، وبحلول ذلك الوقت كانت قد استوردت ما يقدر بنحو 4,000,000 عبيد من إفريقيا. كان هذا 40٪ من جميع العبيد الذين تم نقلهم إلى الأمريكتين.

## هويات العبيد

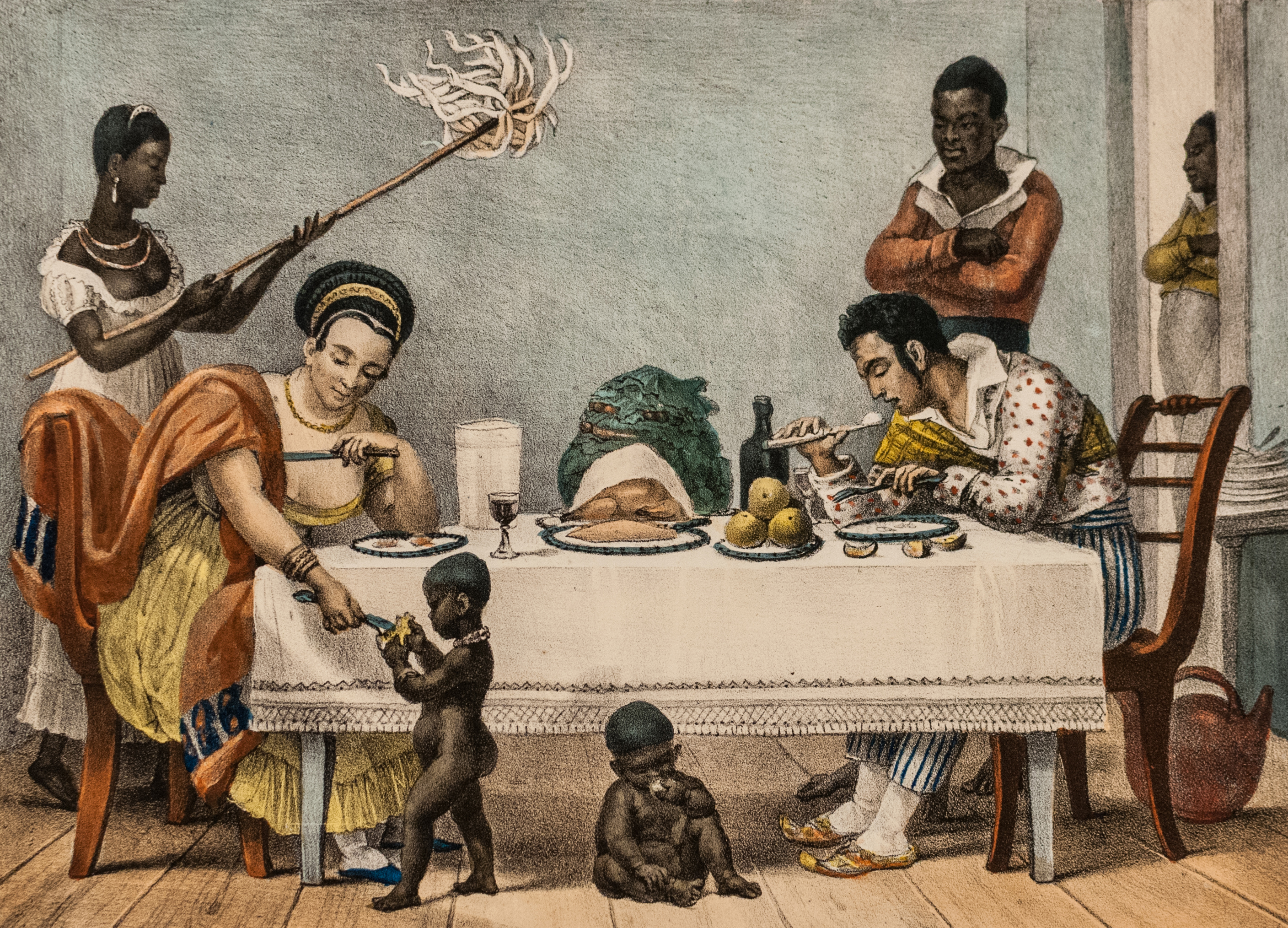
العشاء العائلي لجين بابتيست ديبريه (1834-1839). عائلة برازيلية في ريو دي جانيرو مع عبيدهم.

في البرازيل الاستعمارية، أصبحت الهوية مزيجًا معقدًا من العرق ولون البشرة والوضع الاجتماعي والاقتصادي بسبب التنوع الواسع لكل من العبيد والسكان الأحرار. على سبيل المثال، في عام 1872، كان 43 ٪ من السكان من الخلاسيين والسود. كما يتضح من العشاء العائلي ، وهي لوحة رسمها جان بابتيست ديبريه، غالبًا ما تم تعيين هويات جديدة للعبيد في البرازيل تعكس مكانة أسيادهم. تصور اللوحة بوضوح خمسة عبيد يخدمون السيدين في غرفة طعام. تم تصوير العبيد وهم يرتدون الملابس والمجوهرات التي تعكس ملابس أسيادهم. على سبيل المثال، تُصوَّر الخادمة في أقصى الجانب الأيسر من اللوحة وهي ترتدي فستانًا جميلًا وقلائدًا وأقراط وطوق الرأس في انعكاس لما ترتديه مالكة العبيد (الثانية من أقصى اليسار) وهي ترتدي فستانًا رائعًا وقلادة وطوق. تم القيام بذلك لإظهار قوة وثروة مالكي العبيد بشكل أكبر. هناك أربع فئات عامة تُظهر التقسيمات العامة بين هويات العبيد والسكان السابقين:
- عبيد المولودين في أفريقيا
- عبيد سابقين المولودين في أفريقيا
- عبيد برازيليين المولد
- عبيد السابقين برازيليين المولد.

### الرجال
كان عمل العبيد من الذكور أكثر رسمية، خاصة في المناطق الحضرية. في كثير من الأحيان، تم تقسيم مجموعات العمل من الذكور حسب العرق للعمل كحمالين وناقلين في العصابات، ونقل الأثاث والمنتجات الزراعية عن طريق المياه أو من السفن إلى السوق. كما كان دور العبيد هو جلب عبيد جدد من السفن إلى المزاد. وتم استخدام الرجال كصيادين، وراكبي قوارب، ومجدفين، وبحارة، وحرفيين. كان ما يصل إلى ربع العبيد في الفترة من 1811 إلى 1888 يعملون حرفيين، وكان العديد منهم من الرجال الذين عملوا كنجارين ورسامين ونحاتين وصائغين.
قام الذكور أيضًا بأنواع معينة من الأعمال المنزلية في مدن مثل ريو وريسيفي وسلفادور ، بما في ذلك النشا والكي وجلب المياه وإلقاء النفايات. لكن في المزارع خارج المناطق الحضرية ، كان الرجال يشاركون بشكل أساسي في العمل الميداني مع النساء. وشملت أدوارهم في المزارع الكبيرة أيضًا العمل في غليان المنازل ورعاية الماشية.
نظرًا للطبيعة التي تتطلب جهدًا بدنيًا للعمل في المزارع ، فضل ملاك الأراضي العبيد الذكور على العبيد الإناث، الأمر الذي أدى، خاصة في وقت سابق من تاريخ تجارة الرقيق إلى نسبة غير متوازنة بين الجنسين والتي ربما أعاقت تكوين الأسرة وخفضت معدلات المواليد بين العبيد. وكانت الاختلالات بين الجنسين أيضًا قضية رئيسية في كويلومبوس ، مما أدى في بعض الحالات ، إلى اختطاف النساء السود أو الخلاّص من قبل العبيد الهاربين.
بحلول القرن الثامن عشر ، أصبحت معدلات المواليد بين العبيد طبيعية وأصبحت الزيجات أكثر شيوعًا، على الرغم من أن معدل زواج العبيد كان لا يزال أقل من معدل السكان الأحرار. تتمتع الزيجات القانونية بين العبيد ببعض الحماية بموجب القانون البرتغالي، وكان من الصعب على مالكي العبيد الفصل بين الزوج والزوجة من خلال البيع، على الرغم من عدم منح الأطفال نفس الحماية. وكانت الحياة الأسرية بين العبيد موضوع اهتمام المراقبين في القرن التاسع عشر. أكد هؤلاء المراقبون أن العبيد الذين لديهم روابط عائلية قوية كانوا أقل عرضة للهروب لأن لديهم ما يخسرونه، لذلك دافعوا عن نسبة متوازنة بين الجنسين وحماية الحياة الأسرية بين العبيد في باهيا.

### النساء
تم تقسيم العمل الذي تؤديه كل من النساء العبيد والمحررات إلى حد كبير بين العمل المنزلي ومتابعة الأسواق، والذي كان أكبر بكثير في المدن الحضرية مثل سلفادور وريسيفي وريو دي جانيرو. كان هناك فرقاً كبير بين العبودية الحضرية والريفية، وكان لذلك تأثير على كل شيء من العمل إلى أنماط التواصل الاجتماعي. نظرًا لأن عدد الرجال يفوق عدد النساء في المناطق الريفية ، تم استيراد العديد من العبيد من إفريقيا. ومع ذلك ، في المناطق الحضرية، تم استخدام النساء بشكل كبير في البيئة المنزلية وحتى يتم إضافتهن إلى مهور العرائس الجدد. كانت الأعمال المنزلية التي تؤديها المرأة لأصحابها تقليدية، وتتألف من الطهي، والتنظيف، والغسيل، وجلب المياه، ورعاية الأطفال. إلى جانب العمل المنزلي، وكان تشريع ألغاء العقوبات يتوقف على الأجسام الإنجابية للنساء المستعبدات. من هذا تم تجريد النساء من مواليدهن، وإذا تم استعبادهن، أجبرن على إرضاع الأطفال حديثي الولادة. كما يقوم أسيادهم بتأجيرههم كمُرضعات من أجل كسب الدخل.
كانت هناك أيضًا أوقات كانت فيها النساء المحررات يقدمن حليب ثديهن للآخرين مقابل المال. يشرح روث قانون 1871 للرحم الحر الذي يميل إلى زيادة تجاهل مالكي العبيد للأطفال الأحرار من النساء المستعبدات. وتتابع قائلة إنه بدلاً من رؤية هؤلاء الأطفال كاستثمار محتمل ، كان يُنظر إليهم على أنهم مصدر إزعاج ويجب التخلص منهم. كان يُنظر إلى حليب الأم الجديد على أنه مصدر ربح مربح ، ومع استمرار النضال من أجل الإلغاء النهائي في ثمانينيات القرن التاسع عشر، استمر سعر الحليب في الزيادة وأصبح أكثر شيوعًا. في سبعينيات القرن التاسع عشر، عملت 87-90٪ من العبيد في ريو كخادمات في المنازل، وكان ما يقدر بنحو 34000 من العبيد والنساء يعملن كخادمات في المنازل. عند العمل كعبد في البيئة المنزلية، تم تدريبهم كطهاة، وخدم في المنزل، وكلما اكتسبت المزيد من المهارات، زادت القيمة السوقية للعبد. وهكذا ، فإن النساء البرازيليات في المراكز الحضرية غالبًا ما يطمسن الخطوط التي تفصل بين عمل وحياة العبد والحر. وكان العبيد يرافقون الشابات لزيارة الأصدقاء والقيام بالمهمات لهم، تمامًا مثل المساعد الشخصي. كان هؤلاء العبيد في المناطق الحضرية أصلًا رأسماليًا لأي سيد لأنه بموجب القانون الأيبري، كان أي طفل من أبناء العبيد عبدًا أيضًا.
كانت الدعارة على وجه الحصر تقريبًا تجارة تمارسها العبيد، وقد أُجبر الكثير منهن على ذلك لإفادة أصحابها اجتماعياً ومالياً. كانت الدعارة أيضًا طريقة تمكّن العديد من النساء المستعبدات من شراء حريتهم. حاولت السلطات البلدية الحد من مثل هذه الأفعال من خلال منع النساء السود، سواء العبيد أو الأحرار، من الخروج إلى الشارع بعد حلول الظلام. كثير من هذه الجهود باءت بالفشل. على الرغم من أن العديد من البلديات كانت تعارض استغلال العبيد في فعل البغاء، إلا أنه غالبًا ما يتم تجاهل الاستغلال الجنسي والاعتداء الجنسي الذي يحدث تحت سقف منازل الأسياد. كما تم استخدام النساء العبيد من قبل الرجال المحررين كمحظيات أو زوجات في القانون العام وغالبًا ما يعملن معهن بالإضافة إلى العمالة المنزلية والممرضات والطهاة والباعة المتجولين. غالبًا ما تم تجريد النساء السود في عالم العبيد من إنسانيتهن ، تمامًا مثل العبودية في الولايات المتحدة. كان يُنظر إليهم على أنهم وصمة عرقية ولم يكن لديهم أي ادعاء بالشرف. لم تكن العذرية المتميزة متعلقة بالنساء السود، مما جعل الرجال البيض واللاتينيين يستخدمونها. كانت النساء السود المستعبدات أكثر عرضة للاستخدام من قبل أسيادهن، لكن جميع النساء السوداوات كن عرضة للاعتداء والاستغلال الجنسي. أُجبرت روزا إجيبسياكا، المتدينة على العمل كعاهرة للعمال الذكور المستعبدين في منجم ذهب في ميناس جيرايس. كان الزواج في عالم العبيد في كثير من الأحيان صعبًا ومحرمًا في بعض الحالات بسبب الصعوبة التي يجلبها للسادة الذين يعتزمون بيع عبيدهم. بمجرد زواج العبيد، أصبحت القدرة على بيع العبيد أكثر صعوبة، مما جعل السادة يمنعون الزواج بين شعوبهم المستعبدة.

## العصر الحديث

### العبودية المعاصرة
في عام 1995، تم تحرير 288 من عمال المزارع مما وصف رسميًا بأنه عبودية معاصرة. ارتفع هذا الرقم في النهاية إلى 583 في عام 2000. في عام 2001، حررت الحكومة البرازيلية أكثر من 1400 عامل بالسخرة من العديد من مؤسسات العمل القسري المختلفة في مختلف أنحاء البلاد. غالبًا ما لا يتم الإبلاغ عن غالبية العمل الجبري، سواء أكان بالإكراه من خلال الديون أو العنف أو بطريقة أخرى. إن الخطر الذي يواجهه هؤلاء الأفراد في حياتهم اليومية غالبًا ما يجعل من الصعب للغاية اللجوء إلى السلطات والإبلاغ عما يجري. قدر مسح وطني أجرته لجنة الأراضي الرعوية ، وهي مجموعة كنسية كاثوليكية رومانية في عام 2000، أن هناك أكثر من 25000 عامل وعبيد قسريين في البرازيل. في عام 2007، في قبول لدى الأمم المتحدة، أعلنت الحكومة البرازيلية أن ما لا يقل عن 25.000-40.000 برازيلي يعملون في ظل ظروف عمل «شبيهة بالعبودية». يقدر المسؤول الأعلى لمكافحة العبودية في برازيليا، عاصمة البرازيل، عدد المستعبدين المعاصرين بـ 50.000.
في عام 2007، حررت الحكومة البرازيلية أكثر من 1000 عامل قسري من مزرعة قصب السكر. في عام 2008، أطلقت الحكومة البرازيلية سراح 4634 عبدًا في 133 قضية جنائية منفصلة في 255 موقعًا مختلفًا. تلقى العبيد المحرّرون تعويضًا إجماليًا قدره 2.4 مليون جنيه إسترليني (ما يعادل 4.8 مليون دولار).
في مارس 2012، نشرت منظمات حماية المستهلك الأوروبية دراسة حول العبودية والقسوة على الحيوانات عند إنتاج الأحذية الجلدية. تم التعاقد مع منظمة دنماركية لزيارة المزارع والمسالخ والمدابغ في البرازيل والهند. كانت ظروف البشر التي تم العثور عليها كارثية، كما وُجد أن معاملة الحيوانات قاسية. لم تتمكن أي من الشركات الـ 16 التي شملها الاستطلاع من تتبع المنتجات المستخدمة وصولاً إلى المنتجين النهائيين.
في عام 2014، أصدر مكتب شؤون العمل الدولي قائمة بالسلع التي تنتجها عمالة الأطفال أو العمل الإجباري حيث تم تصنيف البرازيل كواحدة من 74 دولة لا تزال تشارك في ممارسات عمالة الأطفال والعمل القسري.
أشار تقرير صدر عام 2017 عن معهد الزراعة والسياسة التجارية إلى أن «آلاف العمال في قطاعي اللحوم والدواجن في البرازيل كانوا ضحايا للعمل الإجباري وظروف العمل غير الإنسانية». ونتيجة لذلك ، دعت جمعية جنوب إفريقيا للدواجن (SAPA) إلى إجراء تحقيق على أساس المنافسة غير العادلة.

### كرنفالات

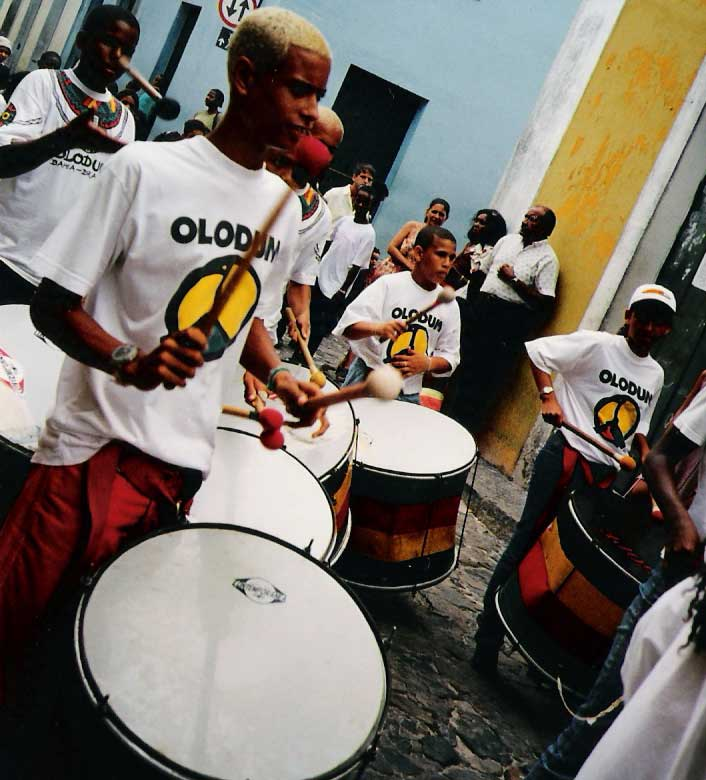
كرنفال أولودوم

الكرنفال هو احتفال سنوي يسمح بإلقاء نظرة ثاقبة على العلاقات العرقية، وهو مهرجان يستمر لمدة أسبوع يتم الاحتفال به في جميع أنحاء العالم. يرتبط الكرنفال في البرازيل بالعديد من جوانب الثقافية البرازيلية: كرة القدم والسامبا والموسيقى والعروض والأزياء. المدارس في إجازة ، والعاملين في عطلة الأسبوع ، والشعور العام باليوبيل (ذكرى خاصة لحدث ما) يملأ الشوارع ، حيث يسير الموسيقيون أمام حشود ضخمة من المشجعين المبتهجين. خلال الديكتاتورية العسكرية للبرازيل، التي وصفها الكثيرون بأنها أحلك فترة في البرازيل ، عندما اجتمعت مجموعة تسمى إيلي آي (Ilê Aiyê) للاحتجاج على استبعاد السود داخل ولاية باهيا ذات الأغلبية السوداء. كانت هناك سلسلة من الاحتجاجات في بداية السبعينيات أدت إلى زيادة الوعي بمسألة إعادة الوحدة ، لكنها قوبلت بقمع شديد. قبل عام 1974، كان الأفرو باهيين يغادرون منازلهم مع تماثيل دينية فقط للاحتفال بالكرنفال. على الرغم من أنه كان يخضع لمزيد من التدقيق المنسوب إلى الديكتاتورية العسكرية ، إلا أن إيلي أيه نجح في إنشاء كتلة سوداء فقط (مجموعة موكب كرنفال) التي أظهرت المثل العليا للحركة السوداء البرازيلية. كان هدفهم هو توحيد الأفرو برازيليين المتأثرين بالحكومة القمعية والتنظيم السياسي بحيث يمكن أن يكون هناك تغيير دائم بين مجتمعهم.
ومنذ ذلك الحين ، نمت أعداد إلي آي إلى الآلاف. على الرغم من أن وسائل الإعلام وصفتها بأنها «عنصرية»، إلا أن الكتلة السوداء فقط أصبحت إلى حد كبير واحدة من أكثر الجوانب إثارة للاهتمام في كرنفالات السلفادور ويتم قبولها باستمرار كأسلوب حياة. بالاقتران مع تأثير كرنفال أولودوم في السلفادور، نما الاحتجاج والتمثيل الموسيقي كمنتج من منتجات العبودية والوعي الأسود ليصبح أكثر قوة. لطالما كان التمثيل الموسيقي للمشاكل والقضايا جزءًا من تاريخ البرازيل، وقد أنتج كل من إيلي آيي وأولودوم طرقًا إبداعية للبقاء على صلة ثقافية وشعبية.

### إرث العبودية
لا يزال الرق وعدم المساواة والحرمان المنهجي موجودين داخل البرازيل. على الرغم من إحراز تقدم كبير منذ الإلغاء، فإن التمثيل غير المتكافئ في جميع مستويات المجتمع يديم التحيز العنصري المستمر. والأكثر وضوحًا هو التناقضات الصارخة بين البرازيليين البيض والسود في وسائل الإعلام والحكومة والشركات الخاصة. تستمر البرازيل في النمو والنجاح اقتصاديًا ، ومع ذلك ، فإن أفقر مناطقها وأحياءها الفقيرة (فافيلا)، التي تحتلها غالبية البرازيليين الأفرو-برازيلية، يتم تجاهلها ونسيانها. أدت التطورات الكبيرة داخل المدن إلى تهجير الأفرو-برازيليين الفقراء ونقلهم بشكل ملائم إلى أطراف المدينة. لقد قيل إن معظم البرازيليين المنحدرين من أصل أفريقي يعيشون كمواطنين من الدرجة الثانية، ويعملون في الصناعات الخدمية التي تديم فقرهم النسبي بينما يتم منح نظرائهم البيض فرصًا من خلال التعليم والعمل بسبب لون بشرتهم. يصعب فهم الدعوة إلى المساواة في الحقوق في البرازيل بسبب الاختلاط بين السكان. ومع ذلك ، ليس هناك شك في أن عدد القادة الأفرو برازيليين في مجال الأعمال والسياسة والإعلام غير متناسب مع نظرائهم البيض.

## روابط خارجية
- العبودية البرازيلية